# Jean-François Génot
Jean-François Génot (1783 - 1850) est un député français de la première moitié du XIXe siècle.

## Biographie
Jean-François Génot nait à Metz en Moselle, le 17 mai 1783. Fils d'un huissier au parlement, Jean-François Génot devient lui-même avoué au barreau de Metz. 
Génot est élu conseiller municipal à Metz, puis membre du conseil général de la Moselle. Alors qu'il est juge suppléant au tribunal de Metz, Jean-François Génot est élu député le 6 octobre 1831. Il fait partie de la majorité ministérielle, pour un premier mandat d'octobre 1831 à mai 1834, et pour un second de juin 1834 à octobre 1837. 
Jean-François Génot meurt à Metz, sa ville natale, le 1er janvier 1850.

## Sources
- « Biographie extraite du dictionnaire des parlementaires français de 1789 à 1889 (Adolphe Robert, Edgar Bourloton et Gaston Cougny) », sur gallica BNF (consulté le 8 décembre 2013)